# الكولونيل شابير
الكولونيل شابير (بالفرنسية: Le Colonel Chabert)‏ هي رواية كُتِبَت باللغة الفرنسية، للروائي الفرنسي أونوريه دو بالزاك. تدخلُ في مجموعة روايات الكوميديا الإنسانية وتعتبر من الروايات المهمة في المجموعة. ظهرتِ النسخةُ النهائيةُ في العام 1844. وكانت النسخة الأولى قد صدرت سنة 1832.

## شخصيات الرواية
- الكولونيل شابير: إسمهُ الكامل إياسانت شابير. عُثِرَ عليه طفلاً مجهولَ الأبوين. شاركَ في الحملة الفرنسية على مصر مع نابوليون بونابارت في 1799، وبذلك حصل على رتبة كولونيل الحرس الإمبراطوري.

شاركَ في معركة إيلو سنة 1807، التي كانت بين الإمبراطورية الفرنسية من جهة، والإمبراطورية الروسية ومملكة بروسيا من جهةٍ أخرى، والتي سيطرت فيها فرنسا على المعركة ودفعت الروس إلى التراجع. أصيبَ الكولونيل شابير فيها واعتـُقِدَ أنه مات.
- روز شابوطيل: أو الكونتيس شابير، هي زوجة الكولونيل شابير قبل أن يُعْلَنَ ميتاً. أخذت حقها من ثروة الكولونيل وزادها نابوليون على ذلك الجزء المخصص لمصلحة الضرائب من ثروة زوجها الهالِك، ما جعلها تبدأُ حياة جديدة وتترقَّـى في المجتمع الفرنسي. صار إسمها، عند رجوع الكولونيل، الكونتيس فيرو بعد أن تزوجت رجلاً آخرَ وأنجبت منه طفلين.
- ديرفيل: محامي زوجة شابير وقَبِلَ أن يساعد الكولونيل شابير. ظهرت هذه الشخصية مراراً في الكوميديا الإنسانية.

## ملخص الرواية
تبدأ القصة عندما يرى موظف صبي، إسمه سيمونان، رجلاً كبيراً يرتدي معطفاً قديماً. لتكونَ أول جملة في الرواية، كلمات هذا الصبي، يخبر بها الموظفين الآخرين بمجيئ صاحب المعطف القديم، الذي اعتادوا على رؤيته، مرة أخرى. يعمل الموظفون في مكتبِ محاماةٍ يصفُ بالزاك قذارتَهُ، كما يصف ثرثرتهم وسلوكهم الغير اللائق، في جوٍ يختلِطُ فيه الجدُّ بالهزل. الرَّجُلُ الكبيرُ يريدُ التحدثَ للذي يرأسهم، السيد ديرفيل. لم يسلم الشيخُ المسكيـنُ من سخرية ووقاحة الموظفين. يخبرونهُ أن السيد ديرفيل لا يرى زبنائَهُ إلاَّ في منتصف الليل. يخرجُ الرجلُ ويبدأُ الموظفونَ بالتساؤل عن هوية هذا المجهول. ويصرخُ الموَظَّفُ الصَّبيُّ من النافذة منادياً الشيخ. ليسأله أحد الموظفين عن إسمه ويجيب: «شابير». وما أن علموا منهُ أنه يقصد الكولونيل شابير المتوفى في إيلو عينهُ، حتى شرعوا، بُعَيْدَ خروجِهِ، بالإستغراب والسخرية.
جاء الكولونيل ليلاً ليقابل السيد ديرفيل ويحكي له قصته: أنه كان قائد الخيالة في إيلو، وأنه هوجمَ من طرفِ ضابطينِ روسيينِ وتلقى ضربةً بالسيف من أحدهما في رأسه. ثم أخبروا الإمبراطور أنه قد مات.
أرادَ الكولونيل إسترجاعَ أملاكِهِ وزوجتِهِ. لكن زوجته رفضت تقَبـُّلَ عودته. خصوصاً أنها حازت على ثروة كبيرة، باعتبارها أرملَتَهُ. وأن لها زوجاً جديداً هو الكونت فيرو الذي تزوجها لثروتها ومكانتها.
لقد كانت روز شابوطيل (أو السيدة فيرو بعدَ زواجها الأخير) تخشى أن تفقدَ مكانتها الاجتماعية وثروتها. ولقد استطاعَ المحامي ديرفيل إسقاطها في فخ، وجعلها تُقِرُّ أنها كانت تحصل على رسائل من الكولونيل شابير، الذي اعتُـقِدَ أنه مات، بعد أن أنكرت ذلك. بعد لقاءٍ جمع الكولونيل شابير بزوجته السابقة بحضور السيد ديرفيل، استطاع هذا الأخير مستعيناً ببصيرتِهِ التحقُّقَ أن الكونتيس روز تعرفت على زوجها. إذ أنها ما إن رأته حتى عرفت أنه الكولونيل فعلاً، لكنها تظاهرت بأنها تفاجئت برؤية شخصِ لا تعرفُه. حاول السيد ديرفيل الوصول إلى إتفاق بين الزوجين السَّابقين وحاولت الكونتيس اللعب بمشاعر زوجها بعد أن علمت أنه مازال يحبها، واستغلال تعاطُفِهِ معها لكونها أُماًّ لطفلين. لكن سرعان ما أحسَّ الكولونيل بخداعها عندما سمع حوارها مع السيد ديلبيك، سكرتير العائلة فيرو 
أخبرها أنه يكرهها وأنه يشكر القدر الذي فصلهما. قال أن لا رغبة له في الانتقام وأنه لا يريد شيئاً منها. إرتَمَتْ الكونتيس على رجلَيْه لكنهُ قال لها بإشمئزاز: لا تلمسيني.
في الحقيقة لقد كانت تأملُ في حياةٍ هادئةٍ إثرَ سماعِها ما قاله لها واحتقارِهِ لها. إِنسحب الكولونيل شابير نهائياً من الحياةِ والمجتمع. قضى بقيةَ حياتهِ في ملجإٍ للمُسِنِّين. عندما رآهُ ديرفيل جالساً في إحدى الطرقات خاطبهُ قائلاً: أهلاً، أيها الكولونيل شابير. ليجيبه بأنْ ما مِن شابير، بل إن إسمَهُ إياسانت. وأن لم يعُد رَجُلاً، بل الرقم 164، الغرفة السـَّابعة.
قال ديرفيل: «يا له من قدر، خرجَ من ملجإ للأطفال المُتَـخلَّى عنهم، ويعود ويموت في ملجإِ المسنين. بعد أن قام، في ما بين ذلك، بمساعدة نابوليون في غزو مصر وأوروبا»